# Saint-Trivier-sur-Moignans
Saint-Trivier-sur-Moignans är en kommun i departementet Ain i regionen Auvergne-Rhône-Alpes i östra Frankrike. Kommunen ligger  i kantonen Saint-Trivier-sur-Moignans som ligger i arrondissementet Bourg-en-Bresse. Kommunens areal är 41,99 km². År 2022 hade Saint-Trivier-sur-Moignans 1 910 invånare.

## Befolkningsutveckling
Antalet invånare i kommunen Saint-Trivier-sur-Moignans
Referens: INSEE